# Élections législatives de 2022 en Haute-Savoie
Les élections législatives françaises de 2022 dans la Haute-Savoie se déroulent les 12 et 19 juin 2022. Dans le département, six députés sont à élire dans le cadre de six circonscriptions.

## Contexte

### Résultats de l'élection présidentielle de 2022 par circonscription
| Circonscription | 1er tour | 1er tour | 1er tour  |         | 2d tour | 2d tour |
| Circonscription | Macron   | Le Pen   | Mélenchon | Macron  | Le Pen  |         |
| --------------- | -------- | -------- | --------- | ------- | ------- | ------- |
| Circonscription |          |          |           |         |         |         |
| 1re             | 33,39 %  | 19,26 %  | 16,44 %   | 64,57 % | 35,43 % |         |
| 2e              | 31,85 %  | 17,79 %  | 19,03 %   | 66,08 % | 33,92 % |         |
| 3e              | 27,19 %  | 23,81 %  | 18,32 %   | 56,03 % | 43,97 % |         |
| 4e              | 29,63 %  | 19,53 %  | 21,45 %   | 62,28 % | 37,72 % |         |
| 5e              | 30,22 %  | 21,42 %  | 17,37 %   | 59,79 % | 40,21 % |         |
| 6e              | 29,95 %  | 22,18 %  | 17,61 %   | 59,90 % | 40,10 % |         |

## Système électoral
Les élections législatives ont lieu au scrutin uninominal majoritaire à deux tours dans des circonscriptions uninominales.
Est élu au premier tour le candidat qui réunit la majorité absolue des suffrages exprimés et un nombre de voix au moins égal au quart (25 %) des électeurs inscrits dans la circonscription. Si aucun des candidats ne satisfait ces conditions, un second tour est organisé entre les candidats ayant réuni un nombre de voix au moins égal à un huitième des inscrits (12,5 %) ; les deux candidats arrivés en tête du premier tour se maintiennent néanmoins par défaut si un seul ou aucun d'entre eux n'a atteint ce seuil. Au second tour, le candidat arrivé en tête est déclaré élu.
Le seuil de qualification basé sur un pourcentage du total des inscrits et non des suffrages exprimés rend plus difficile l'accès au second tour lorsque l'abstention est élevée. Le système permet en revanche l'accès au second tour de plus de deux candidats si plusieurs d'entre eux franchissent le seuil de 12,5 % des inscrits. Les candidats en lice au second tour peuvent ainsi être trois, un cas de figure appelé « triangulaire ». Les second tours où s'affrontent quatre candidats, appelés « quadrangulaire » sont également possibles, mais beaucoup plus rares.

### Partis et nuances
Les résultats des élections sont publiés en France par le ministère de l'Intérieur, qui classe les partis en leur attribuant des nuances politiques. Ces dernières sont décidées par les préfets, qui les attribuent indifféremment de l'étiquette politique déclarée par les candidats, qui peut être celle d'un parti ou une candidature sans étiquette.
En 2022, seules les coalitions Ensemble (ENS) et Nouvelle Union populaire écologique et sociale (NUP), ainsi que le Parti radical de gauche (RDG), l'Union des démocrates et indépendants (UDI), Les Républicains (LR), le Rassemblement national (RN) et Reconquête (REC) se voient attribuer  une nuance propre,,.
Tous les autres partis se voient attribuer l'une ou l'autre des nuances suivantes : DXG (divers extrême gauche), DVG (divers gauche), ECO (écologiste), REG (régionaliste), DVC (divers centre), DVD (divers droite), DSV (droite souverainiste) et DXD (divers extrême droite). Des partis comme Debout la France ou Lutte ouvrière ne disposent ainsi pas de nuance propre, et leurs résultats nationaux ne sont pas publiés séparément par le ministère, car mélangés avec d'autres partis (respectivement dans les nuances DSV et DXG),.

## Résultats
Les résultats sont publiés par le ministère de l'Intérieur au soir du second tour.

### Élus
| Circonscription                                 | Député sortant         | Parti | Parti | Député élu ou réélu    | Parti | Parti    |
| ----------------------------------------------- | ---------------------- | ----- | ----- | ---------------------- | ----- | -------- |
| 1re                                             | Véronique Riotton      |       | LREM  | Véronique Riotton      |       | LREM     |
| 2e                                              | Jacques Rey*           |       | LREM  | Antoine Armand         |       | LREM     |
| 3e                                              | Christelle Petex-Levet |       | LR    | Christelle Petex-Levet |       | LR       |
| 4e                                              | Virginie Duby-Muller   |       | LR    | Virginie Duby-Muller   |       | LR       |
| 5e                                              | Marion Lenne*          |       | LREM  | Anne-Cécile Violland   |       | Horizons |
| 6e                                              | Xavier Roseren         |       | LREM  | Xavier Roseren         |       | LREM     |
| * Député sortant ne se représentant pas en 2022 |                        |       |       |                        |       |          |

### Résultats à l'échelle du département

#### Résultats par coalition
| Parti et coalition                                           | Parti et coalition                                           | Parti et coalition                                           | Premier tour | Premier tour | Premier tour | Second tour   | Second tour   | Second tour | Total Sièges  | +/-           |  |
| Parti et coalition                                           | Parti et coalition                                           | Parti et coalition                                           | Voix         | %            | Sièges       | Voix          | %             | Sièges      | Total Sièges  | +/-           |  |
| ------------------------------------------------------------ | ------------------------------------------------------------ | ------------------------------------------------------------ | ------------ | ------------ | ------------ | ------------- | ------------- | ----------- | ------------- | ------------- |  |
|                                                              |                                                              | La République en marche (LREM)                               | 51 086       | 19,96        | 0            | 74 519        | 32,03         | 3           | 3             | 1             |  |
|                                                              | Horizons (H)                                                 | 12 323                                                       | 4,82         | 0            | 23 896       | 10,27         | 1             | 1           | Nv            |               |  |
|                                                              | Mouvement démocrate (MoDem)                                  | 7 678                                                        | 3,00         | 0            |              |               |               | 0           | Nv            |               |  |
| Total Ensemble (ENS)                                         | Total Ensemble (ENS)                                         | 71 087                                                       | 27,78        | 0            | 98 415       | 42,30         | 4             | 4           | en stagnation |               |  |
|                                                              |                                                              | La France insoumise (LFI)                                    | 46 457       | 18,15        | 0            | 58 577        | 25,18         | 0           | 0             | en stagnation |  |
|                                                              | Parti communiste français (PCF)                              | 10 931                                                       | 4,27         | 0            | 17 290       | 7,43          | 0             | 0           | en stagnation |               |  |
| Total Nouvelle Union populaire écologique et sociale (NUPES) | Total Nouvelle Union populaire écologique et sociale (NUPES) | 57 388                                                       | 22,42        | 0            | 75 867       | 32,61         | 0             | 0           | en stagnation |               |  |
|                                                              | Rassemblement national (RN)                                  | Rassemblement national (RN)                                  | 40 491       | 15,82        | 0            | 11 338        | 4,87          | 0           | 0             | en stagnation |  |
|                                                              |                                                              | Les Républicains (LR)                                        | 34 931       | 13,65        | 0            | 47 053        | 20,22         | 2           | 2             | en stagnation |  |
|                                                              | Union des démocrates et indépendants (UDI)                   | 2 473                                                        | 0,97         | 0            |              |               |               | 0           | Nv            |               |  |
| Total Union de la droite et du centre (UDC)                  | Total Union de la droite et du centre (UDC)                  | 37 404                                                       | 14,61        | 0            | 47 053       | 20,22         | 2             | 2           | en stagnation |               |  |
|                                                              | Dissidents Les Républicains                                  | Dissidents Les Républicains                                  | 11 350       | 4,43         | 0            |               |               |             | 0             | en stagnation |  |
|                                                              |                                                              | Centre national des indépendants et paysans (CNIP)           | 7 198        | 2,81         | 0            | 0             | Nv            |             |               |               |  |
|                                                              | Reconquête (REC)                                             | 2 098                                                        | 0,82         | 0            | 0            | Nv            |               |             |               |               |  |
|                                                              | Via, la voie du peuple (VIA)                                 | 1 643                                                        | 0,64         | 0            | 0            | en stagnation |               |             |               |               |  |
| Total Reconquête et alliés (REC)                             | Total Reconquête et alliés (REC)                             | 10 939                                                       | 4,27         | 0            | 0            | en stagnation |               |             |               |               |  |
|                                                              |                                                              | Écologie au centre (ÉAC)                                     | 3 490        | 1,36         | 0            | 0             | en stagnation |             |               |               |  |
|                                                              | Cap21                                                        | 989                                                          | 0,39         | 0            | 0            | Nv            |               |             |               |               |  |
| Total Écologie au centre (ÉAC)                               | Total Écologie au centre (ÉAC)                               | 4 479                                                        | 1,75         | 0            | 0            | en stagnation |               |             |               |               |  |
|                                                              | Dissidents NUPES                                             | Dissidents NUPES                                             | 4 411        | 1,72         | 0            | 0             | Nv            |             |               |               |  |
|                                                              |                                                              | Mouvement Région Savoie (MRS)                                | 4 198        | 1,64         | 0            | 0             | en stagnation |             |               |               |  |
| Total Régions et peuples solidaires (R&PS)                   | Total Régions et peuples solidaires (R&PS)                   | 4 198                                                        | 1,64         | 0            | 0            | en stagnation |               |             |               |               |  |
|                                                              | Parti animaliste (PA)                                        | Parti animaliste (PA)                                        | 3 492        | 1,36         | 0            | 0             | en stagnation |             |               |               |  |
|                                                              |                                                              | Les Patriotes (LP)                                           | 1 828        | 0,71         | 0            | 0             | Nv            |             |               |               |  |
|                                                              | Debout la France (DLF)                                       | 1 217                                                        | 0,48         | 0            | 0            | en stagnation |               |             |               |               |  |
| Total Union pour la France (UPF)                             | Total Union pour la France (UPF)                             | 3 045                                                        | 1,19         | 0            | 0            | en stagnation |               |             |               |               |  |
|                                                              | Mouvement citoyen Les Voix de Savoie (MCVS)                  | Mouvement citoyen Les Voix de Savoie (MCVS)                  | 2 065        | 0,81         | 0            | 0             | en stagnation |             |               |               |  |
|                                                              | Lutte ouvrière (LO)                                          | Lutte ouvrière (LO)                                          | 1 556        | 0,61         | 0            | 0             | en stagnation |             |               |               |  |
|                                                              | Union des démocrates et indépendants (UDI) - hors accord UDC | Union des démocrates et indépendants (UDI) - hors accord UDC | 1 365        | 0,53         | 0            | 0             | Nv            |             |               |               |  |
|                                                              | Parti pirate (PP)                                            | Parti pirate (PP)                                            | 558          | 0,22         | 0            | 0             | Nv            |             |               |               |  |
|                                                              |                                                              | Appel au peuple (AUP)                                        | 253          | 0,10         | 0            | 0             | Nv            |             |               |               |  |
| Total La Raison du Peuple (LRDP)                             | Total La Raison du Peuple (LRDP)                             | 253                                                          | 0,10         | 0            | 0            | Nv            |               |             |               |               |  |
|                                                              | Union des démocrates musulmans français (UDMF)               | Union des démocrates musulmans français (UDMF)               | 188          | 0,07         | 0            | 0             | Nv            |             |               |               |  |
|                                                              | Parti ouvrier indépendant démocratique (POID)                | Parti ouvrier indépendant démocratique (POID)                | 100          | 0,04         | 0            | 0             | Nv            |             |               |               |  |
|                                                              | Autres partis                                                | Autres partis                                                | 590          | 0,23         | 0            | 0             | en stagnation |             |               |               |  |
|                                                              | Sans étiquette (SE)                                          | Sans étiquette (SE)                                          | 970          | 0,38         | 0            | 0             | en stagnation |             |               |               |  |
|                                                              |                                                              |                                                              |              |              |              |               |               |             |               |               |  |
| Suffrages exprimés                                           | Suffrages exprimés                                           | Suffrages exprimés                                           | 255 929      | 98,38        |              | 232 673       | 93,28         |             |               |               |  |
| Votes blancs                                                 | Votes blancs                                                 | Votes blancs                                                 | 3 133        | 1,20         | 12 470       | 5,00          |               |             |               |               |  |
| Votes nuls                                                   | Votes nuls                                                   | Votes nuls                                                   | 1 081        | 0,42         | 4 298        | 1,72          |               |             |               |               |  |
| Total                                                        | Total                                                        | Total                                                        | 260 143      | 100          | 0            | 249 441       | 100           | 6           | 6             | en stagnation |  |
| Abstentions                                                  | Abstentions                                                  | Abstentions                                                  | 309 354      | 54,32        |              | 320 179       | 56,21         |             |               |               |  |
| Inscrits/Participation                                       | Inscrits/Participation                                       | Inscrits/Participation                                       | 569 497      | 45,68        | 569 620      | 43,79         |               |             |               |               |  |

#### Résultats par nuance
| Nuance                 | Nuance                                         | Nuance                 | Premier tour | Premier tour | Premier tour | Second tour | Second tour   | Second tour | Total Sièges | +/-           |
| Nuance                 | Nuance                                         | Nuance                 | Voix         | %            | Sièges       | Voix        | %             | Sièges      | Total Sièges | +/-           |
| ---------------------- | ---------------------------------------------- | ---------------------- | ------------ | ------------ | ------------ | ----------- | ------------- | ----------- | ------------ | ------------- |
|                        | Ensemble !                                     | ENS                    | 71 087       | 27,78        | 0            | 98 415      | 42,30         | 4           | 4            | en stagnation |
|                        | Nouvelle Union populaire écologique et sociale | NUP                    | 57 388       | 22,42        | 0            | 75 867      | 32,61         | 0           | 0            | en stagnation |
|                        | Rassemblement national                         | RN                     | 40 491       | 15,82        | 0            | 11 338      | 4,87          | 0           | 0            | en stagnation |
|                        | Les Républicains                               | LR                     | 34 931       | 13,65        | 0            | 47 053      | 20,22         | 2           | 2            | en stagnation |
|                        | Écologiste                                     | ECO                    | 12 382       | 4,84         | 0            |             |               |             | 0            | en stagnation |
|                        | Divers droite                                  | DVD                    | 11 969       | 4,68         | 0            | 0           | en stagnation |             |              |               |
|                        | Reconquête                                     | REC                    | 10 939       | 4,27         | 0            | 0           | Nv            |             |              |               |
|                        | Régionalistes                                  | REG                    | 6 263        | 2,45         | 0            | 0           | en stagnation |             |              |               |
|                        | Union des démocrates et indépendants           | UDI                    | 3 838        | 1,50         | 0            | 0           | Nv            |             |              |               |
|                        | Droite souverainiste                           | DSV                    | 3 298        | 1,29         | 0            | 0           | en stagnation |             |              |               |
|                        | Divers                                         | DIV                    | 1 687        | 0,66         | 0            | 0           | en stagnation |             |              |               |
|                        | Divers extrême gauche                          | DXG                    | 1 656        | 0,65         | 0            | 0           | en stagnation |             |              |               |
|                        |                                                |                        |              |              |              |             |               |             |              |               |
| Suffrages exprimés     | Suffrages exprimés                             | Suffrages exprimés     | 255 929      | 98,38        |              | 232 673     | 93,28         |             |              |               |
| Votes blancs           | Votes blancs                                   | Votes blancs           | 3 133        | 1,20         | 12 470       | 5,00        |               |             |              |               |
| Votes nuls             | Votes nuls                                     | Votes nuls             | 1 081        | 0,42         | 4 298        | 1,72        |               |             |              |               |
| Total                  | Total                                          | Total                  | 260 143      | 100          | 0            | 249 441     | 100           | 6           | 6            | en stagnation |
| Abstentions            | Abstentions                                    | Abstentions            | 309 354      | 54,32        |              | 320 179     | 56,21         |             |              |               |
| Inscrits/Participation | Inscrits/Participation                         | Inscrits/Participation | 569 497      | 45,68        | 569 620      | 43,79       |               |             |              |               |

### Cartes

Nuance politique des candidats arrivés en tête dans chaque commune au 1er tour.
Nuance politique des candidats arrivés en tête dans chaque commune au 2e tour.

### Résultats par circonscription

#### Première circonscription
Députée sortante : Véronique Riotton (La République en marche).
| Candidat                 | Candidat                 | Parti et coalition       | Nuance                   | Premier tour | Premier tour | Second tour | Second tour |
| Candidat                 | Candidat                 | Parti et coalition       | Nuance                   | Voix         | %            | Voix        | %           |
| ------------------------ | ------------------------ | ------------------------ | ------------------------ | ------------ | ------------ | ----------- | ----------- |
|                          | Véronique Riotton        | LREM (ENS)               | ENS                      | 19 000       | 36,35        | 29 312      | 62,65       |
|                          | Anne-Valérie Duval       | LFI (NUPES)              | NUP                      | 12 464       | 23,85        | 17 477      | 37,35       |
|                          | Didier Jouffrey          | RN                       | RN                       | 8 472        | 16,21        |             |             |
|                          | Aurélia Patty Gomila     | LR (UDC)                 | LR                       | 6 830        | 13,07        |             |             |
|                          | Guillaume Jambard        | CNIP                     | REC                      | 2 341        | 4,48         |             |             |
|                          | William Girard-Desprolet | MRS (R&PS)               | REG                      | 964          | 1,84         |             |             |
|                          | Anne-Sophie Bata         | PA                       | ECO                      | 953          | 1,82         |             |             |
|                          | Franck Buhler            | DLF (UPF)                | DSV                      | 503          | 0,96         |             |             |
|                          | Jacques Mattei           | LO                       | DXG                      | 377          | 0,72         |             |             |
|                          | Daniel Salem Chiad       | AU                       | DIV                      | 364          | 0,70         |             |             |
|                          |                          |                          |                          |              |              |             |             |
| Votes valides            | Votes valides            | Votes valides            | Votes valides            | 52 268       | 98,15        | 46 789      | 92,53       |
| Votes blancs             | Votes blancs             | Votes blancs             | Votes blancs             | 738          | 1,39         | 2 769       | 5,48        |
| Votes nuls               | Votes nuls               | Votes nuls               | Votes nuls               | 248          | 0,47         | 1 007       | 1,99        |
| Total                    | Total                    | Total                    | Total                    | 53 254       | 100          | 50 565      | 100         |
| Abstention               | Abstention               | Abstention               | Abstention               | 55 817       | 51,17        | 58 529      | 53,65       |
| Inscrits / participation | Inscrits / participation | Inscrits / participation | Inscrits / participation | 109 071      | 48,83        | 109 094     | 46,35       |

#### Deuxième circonscription
Député sortant : Jacques Rey (La République en marche), élu en 2017 en tant que suppléant de Frédérique Lardet (Horizons).
| Candidat                 | Candidat                 | Parti et coalition       | Nuance                   | Premier tour | Premier tour | Second tour | Second tour |
| Candidat                 | Candidat                 | Parti et coalition       | Nuance                   | Voix         | %            | Voix        | %           |
| ------------------------ | ------------------------ | ------------------------ | ------------------------ | ------------ | ------------ | ----------- | ----------- |
|                          | Antoine Armand           | LREM (ENS)               | ENS                      | 11 329       | 23,83        | 25 809      | 59,88       |
|                          | Loris Fontana            | PCF (NUPES)              | NUP                      | 10 931       | 22,99        | 17 290      | 40,12       |
|                          | Lionel Tardy             | LR diss.                 | DVD                      | 9 093        | 19,12        |             |             |
|                          | Anaïs Nanche             | RN                       | RN                       | 6 345        | 13,34        |             |             |
|                          | Catherine Pacoret        | UDI (UDC)                | UDI                      | 2 473        | 5,20         |             |             |
|                          | San Hippomène            | CNIP                     | REC                      | 1 856        | 3,90         |             |             |
|                          | Pascal Sciabbarrasi      | EELV diss.               | ECO                      | 1 621        | 3,41         |             |             |
|                          | Willy Collomb-Patton     | MCVS                     | REG                      | 1 011        | 2,13         |             |             |
|                          | Christian Curdy          | Cap21 (ÉAC)              | ECO                      | 989          | 2,08         |             |             |
|                          | Sylvie Brancaleone       | LP (UPF)                 | DSV                      | 637          | 1,34         |             |             |
|                          | Jean-Paul Vigarié        | PA                       | ECO                      | 550          | 1,16         |             |             |
|                          | Damien Cornu             | AUP (RdP)                | DSV                      | 253          | 0,53         |             |             |
|                          | Naci Yildirim            | LO                       | DXG                      | 231          | 0,49         |             |             |
|                          | Oujdi Boussa             | AU                       | DIV                      | 226          | 0,48         |             |             |
|                          | Timothée Peraldi         | SE                       | DIV                      | 5            | 0,01         |             |             |
|                          |                          |                          |                          |              |              |             |             |
| Votes valides            | Votes valides            | Votes valides            | Votes valides            | 47 550       | 98,61        | 43 099      | 92,85       |
| Votes blancs             | Votes blancs             | Votes blancs             | Votes blancs             | 481          | 1,00         | 2 486       | 5,36        |
| Votes nuls               | Votes nuls               | Votes nuls               | Votes nuls               | 191          | 0,40         | 835         | 1,80        |
| Total                    | Total                    | Total                    | Total                    | 48 222       | 100          | 46 420      | 100         |
| Abstention               | Abstention               | Abstention               | Abstention               | 51 984       | 51,88        | 53 811      | 53,69       |
| Inscrits / participation | Inscrits / participation | Inscrits / participation | Inscrits / participation | 100 206      | 48,12        | 100 231     | 46,31       |

#### Troisième circonscription
Députée sortante : Christelle Petex-Levet (Les Républicains).
| Candidat                 | Candidat                    | Parti et coalition       | Nuance                   | Premier tour | Premier tour | Second tour | Second tour |
| Candidat                 | Candidat                    | Parti et coalition       | Nuance                   | Voix         | %            | Voix        | %           |
| ------------------------ | --------------------------- | ------------------------ | ------------------------ | ------------ | ------------ | ----------- | ----------- |
|                          | Fabienne Vaneeckeloot-Tassa | LFI (NUPES)              | NUP                      | 9 831        | 24,78        | 13 812      | 36,64       |
|                          | Christelle Petex-Levet      | LR (UDC)                 | LR                       | 9 129        | 23,01        | 23 882      | 63,36       |
|                          | Valérie Ferrarini           | LREM (ENS)               | ENS                      | 9 087        | 22,90        |             |             |
|                          | Anis Daghrir                | RN                       | RN                       | 7 296        | 18,39        |             |             |
|                          | Sébastien Joannot           | CNIP                     | REC                      | 1 513        | 3,81         |             |             |
|                          | Véronique Bouvier           | MRS (R&PS)               | REG                      | 1 352        | 3,41         |             |             |
|                          | Joseph Jaccaz               | PA                       | ECO                      | 581          | 1,46         |             |             |
|                          | Albert Cohen                | PP                       | DIV                      | 558          | 1,41         |             |             |
|                          | Jocelyne Legouhy            | LO                       | DXG                      | 331          | 0,83         |             |             |
|                          |                             |                          |                          |              |              |             |             |
| Votes valides            | Votes valides               | Votes valides            | Votes valides            | 39 678       | 98,14        | 37 694      | 94,54       |
| Votes blancs             | Votes blancs                | Votes blancs             | Votes blancs             | 554          | 1,37         | 1 598       | 4,01        |
| Votes nuls               | Votes nuls                  | Votes nuls               | Votes nuls               | 197          | 0,49         | 580         | 1,45        |
| Total                    | Total                       | Total                    | Total                    | 40 429       | 100          | 39 872      | 100         |
| Abstention               | Abstention                  | Abstention               | Abstention               | 47 771       | 54,16        | 48 368      | 54,81       |
| Inscrits / participation | Inscrits / participation    | Inscrits / participation | Inscrits / participation | 88 200       | 45,84        | 88 240      | 45,19       |

#### Quatrième circonscription
Députée sortante : Virginie Duby-Muller (Les Républicains).
| Candidat                 | Candidat                 | Parti et coalition       | Nuance                   | Premier tour | Premier tour | Second tour | Second tour |
| Candidat                 | Candidat                 | Parti et coalition       | Nuance                   | Voix         | %            | Voix        | %           |
| ------------------------ | ------------------------ | ------------------------ | ------------------------ | ------------ | ------------ | ----------- | ----------- |
|                          | Virginie Duby-Muller     | LR (UDC)                 | LR                       | 11 501       | 31,24        | 23 171      | 66,92       |
|                          | Valérian Vervoort        | LFI (NUPES)              | NUP                      | 7 990        | 21,71        | 11 453      | 33,08       |
|                          | Antoine Vieillard        | MoDem (ENS)              | ENS                      | 7 678        | 20,86        |             |             |
|                          | Magalie Luho             | RN                       | RN                       | 4 455        | 12,10        |             |             |
|                          | Nicolas Bailly           | CNIP                     | REC                      | 1 488        | 4,04         |             |             |
|                          | Shan Bouvier             | ÉAC                      | ECO                      | 1 271        | 3,45         |             |             |
|                          | Véronique Verbasco       | LP (UPF)                 | DSV                      | 673          | 1,83         |             |             |
|                          | Léa Ferrandi             | MRS (R&PS)               | REG                      | 524          | 1,42         |             |             |
|                          | Vanessa Dahmal           | PA                       | ECO                      | 399          | 1,08         |             |             |
|                          | Alexandre Cohard         | SE                       | DIV                      | 302          | 0,82         |             |             |
|                          | Sophie Bédague           | LO                       | DXG                      | 198          | 0,54         |             |             |
|                          | Murat Yildirim           | UDMF                     | DIV                      | 188          | 0,51         |             |             |
|                          | Romain Giraud            | POID                     | DXG                      | 100          | 0,27         |             |             |
|                          | Tongomo Djongandeke      | SE                       | DIV                      | 44           | 0,12         |             |             |
|                          |                          |                          |                          |              |              |             |             |
| Votes valides            | Votes valides            | Votes valides            | Votes valides            | 36 811       | 98,85        | 34 624      | 96,50       |
| Votes blancs             | Votes blancs             | Votes blancs             | Votes blancs             | 325          | 0,87         | 954         | 2,66        |
| Votes nuls               | Votes nuls               | Votes nuls               | Votes nuls               | 103          | 0,28         | 302         | 0,84        |
| Total                    | Total                    | Total                    | Total                    | 37 239       | 100          | 35 880      | 100         |
| Abstention               | Abstention               | Abstention               | Abstention               | 51 588       | 58,08        | 52 949      | 59,61       |
| Inscrits / participation | Inscrits / participation | Inscrits / participation | Inscrits / participation | 88 827       | 41,92        | 88 829      | 40,39       |

#### Cinquième circonscription
Députée sortante : Marion Lenne (La République en marche).
| Candidat                 | Candidat                 | Parti et coalition       | Nuance                   | Premier tour | Premier tour | Second tour | Second tour |
| Candidat                 | Candidat                 | Parti et coalition       | Nuance                   | Voix         | %            | Voix        | %           |
| ------------------------ | ------------------------ | ------------------------ | ------------------------ | ------------ | ------------ | ----------- | ----------- |
|                          | Anne-Cécile Violland     | H (ENS)                  | ENS                      | 12 323       | 28,06        | 23 896      | 60,14       |
|                          | Odile Martin-Cocher      | LFI (NUPES)              | NUP                      | 9 600        | 21,86        | 15 835      | 39,86       |
|                          | Jessica Terreni          | RN                       | RN                       | 7 070        | 16,10        |             |             |
|                          | Sophie Dion              | LR (UDC)                 | LR                       | 5 124        | 11,67        |             |             |
|                          | Guillaume Ducrot         | LR diss.                 | DVD                      | 2 257        | 5,14         |             |             |
|                          | Céline Vico              | REC                      | REC                      | 2 098        | 4,78         |             |             |
|                          | Quentin Duvocelle        | ÉAC                      | ECO                      | 1 818        | 4,14         |             |             |
|                          | Barbara Lemmo Gaud       | MRS (R&PS)               | REG                      | 1 358        | 3,09         |             |             |
|                          | Michelle Messin          | DLF (UPF)                | DSV                      | 714          | 1,63         |             |             |
|                          | Audrey Capelli           | PA                       | ECO                      | 669          | 1,52         |             |             |
|                          | Michel Bourel            | SE                       | DVD                      | 619          | 1,41         |             |             |
|                          | Michelle Bally           | LO                       | DXG                      | 259          | 0,59         |             |             |
|                          |                          |                          |                          |              |              |             |             |
| Votes valides            | Votes valides            | Votes valides            | Votes valides            | 43 909       | 98,27        | 39 731      | 92,05       |
| Votes blancs             | Votes blancs             | Votes blancs             | Votes blancs             | 575          | 1,29         | 2 428       | 5,63        |
| Votes nuls               | Votes nuls               | Votes nuls               | Votes nuls               | 196          | 0,44         | 1 003       | 2,32        |
| Total                    | Total                    | Total                    | Total                    | 44 680       | 100          | 43 162      | 100         |
| Abstention               | Abstention               | Abstention               | Abstention               | 57 114       | 56,11        | 58 655      | 57,61       |
| Inscrits / participation | Inscrits / participation | Inscrits / participation | Inscrits / participation | 101 794      | 43,89        | 101 817     | 42,39       |

#### Sixième circonscription
Député sortant : Xavier Roseren (La République en marche).
| Candidat                 | Candidat                 | Parti et coalition       | Nuance                   | Premier tour | Premier tour | Second tour | Second tour |
| Candidat                 | Candidat                 | Parti et coalition       | Nuance                   | Voix         | %            | Voix        | %           |
| ------------------------ | ------------------------ | ------------------------ | ------------------------ | ------------ | ------------ | ----------- | ----------- |
|                          | Xavier Roseren           | LREM (ENS)               | ENS                      | 11 670       | 32,68        | 19 398      | 63,11       |
|                          | Dominique Martin         | RN                       | RN                       | 6 853        | 19,19        | 11 338      | 36,89       |
|                          | Ahmed Lounis             | LFI (NUPES)              | NUP                      | 6 572        | 18,40        |             |             |
|                          | Stéphane Lagarde         | EELV diss.               | ECO                      | 2 790        | 7,81         |             |             |
|                          | Xavier Chantelot         | LR (UDC)                 | LR                       | 2 347        | 6,57         |             |             |
|                          | Virginie Duvillard       | VIA                      | REC                      | 1 643        | 4,60         |             |             |
|                          | Charles Prats            | UDI                      | UDI                      | 1 365        | 3,82         |             |             |
|                          | Valérie Dugerdil         | MCVS                     | REG                      | 1 054        | 2,95         |             |             |
|                          | Laurence Mény            | LP (UPF)                 | DSV                      | 518          | 1,45         |             |             |
|                          | Sylvain Socquet-Juglard  | ÉAC                      | ECO                      | 401          | 1,12         |             |             |
|                          | Noémie Plumier           | PA                       | ECO                      | 340          | 0,95         |             |             |
|                          | Alexandre Demeure        | LO                       | DXG                      | 160          | 0,45         |             |             |
|                          |                          |                          |                          |              |              |             |             |
| Votes valides            | Votes valides            | Votes valides            | Votes valides            | 35 713       | 98,33        | 30 736      | 91,63       |
| Votes blancs             | Votes blancs             | Votes blancs             | Votes blancs             | 460          | 1,27         | 2 235       | 6,66        |
| Votes nuls               | Votes nuls               | Votes nuls               | Votes nuls               | 146          | 0,40         | 571         | 1,70        |
| Total                    | Total                    | Total                    | Total                    | 36 319       | 100          | 33 542      | 100         |
| Abstention               | Abstention               | Abstention               | Abstention               | 45 080       | 55,38        | 47 867      | 58,80       |
| Inscrits / participation | Inscrits / participation | Inscrits / participation | Inscrits / participation | 81 399       | 44,62        | 81 409      | 41,20       |